# Psoralea aculeata
Psoralea aculeata, biljna vrsta iz porodice mahunarkik, to je grm iz roda Psoralea iz južnoafričke provincije Western Cape.,

## Sinonimi
- Lotodes aculeatum (L.) Kuntze; Revis. Gen. Pl. 2: 194 (1891)
- Psoralea harveyana Meisn.; London J. Bot. 2: 82 (1843)
- Psoralea kraussiana Meisn.; London J. Bot. 2: 81 (1843)
- Psoralea mucronata Thunb.; Prodr. Pl. Cap.: 35 (1794)

## Vanjske poveznice
- P. aculeata
- P. aculeata
- P. aculeata